# Chupa (film)
Chupa è un film del 2023 diretto da Jonás Cuarón.

## Trama
Durante un viaggio in Messico con la sua famiglia, il giovane Alex scopre un piccolo chupacabra nascosto nel ranch del nonno. Alex insieme ai suoi cugini deciderà di salvare la creatura partendo per un'indimenticabile avventura.

## Distribuzione
Il film è stato distribuito sulla piattaforma Netflix a partire dal 7 aprile 2023.